# MUSIS
MUSIS (Multinational Space-based Imaging System for Surveillance, Reconnaissance and Observation - en français : système multi-national d'imagerie spatiale pour la surveillance, la reconnaissance et l'observation) est un programme de satellites de reconnaissance initialement commun à la France, l’Allemagne, la Belgique, l’Espagne, la Grèce et l’Italie, puis développé dans un contexte franco-français avec des partenariats bilatéraux.

## Historique

### Un contexte international favorable pour un programme spatial européen
En matière de coopération dans le domaine spatial, Helios 2 rassemble la France, l'Espagne, la Belgique, l'Italie, la Grèce, rejointes plus tard par l'Allemagne, autour d'un programme d'observation optique par satellite.
Par ailleurs, des échanges capacitaires existent déjà entre la France et ses partenaires italien et allemand obtenus grâce à deux accords portant sur les systèmes actuels optiques (Helios pour la France) et radar (COSMO-Skymed et SAR-Lupe pour respectivement l'Italie et l'Allemagne) :
- en 2001, la France a signé un accord bilatéral franco-italien, dit « accord de Turin », prévoyant des droits de programmation supplémentaires pour l'Italie sur le système Helios 2 en échange de droits pour la France sur le système COSMO-Skymed (CSK), conduisant ainsi à l'installation d'une composante sol utilisateur CSK au sein du centre militaire d'observation par satellites (CMOS) pour la France[2] ;
- en 2002, la France a signé les « accords de Schwerin » avec l'Allemagne qui prévoient des droits de programmation sur les systèmes Helios 2 et SAR-Lupe au moyen d'un segment sol SAR-Lupe installé à Creil au sein du CMOS également et d'un segment sol Helios 2 mis en place à Gelsdorf. Ces deux segments furent mis en place en 2010.

En 2005, en France, un objectif d’état-major initie le développement d'une future capacité d’observation spatiale (FCOS). Il vise à développer l’ensemble des moyens de reconnaissance spatiaux pour la prochaine génération de satellites optique et radar et un segment sol commun permettant l’accès à ces capacités. Les deux principales directions sont la résolution des images et la réactivité des satellites.
Ce projet a été ouvert à la coopération, sous une nouvelle appellation commune MUSIS. Les cinq partenaires Helios (Allemagne, Italie, Espagne, Belgique et Grèce) ont répondu favorablement à cette offre.
Ainsi, en 2008, est signée une lettre d'intention entre les ministres de la Défense français, allemand, grec, espagnol et belge ouvrant la voie au programme de partage futur d'images satellitaires.
En 2009, l'Italie se joint à ce programme et le projet MUSIS a été érigé en projet ad hoc de catégorie B de l'Agence européenne de défense (AED). Le projet avait pour objectifs :
- de remplacer, à terme, l'ensemble des composantes militaires ou duales opérationnelles :
  - pour la France, les deux satellites militaires d'observation optique Helios par les trois futurs satellites de la composante spatiale optique (CSO) ;
  - pour l'Allemagne, les satellites militaires d'observation radar SAR-Lupe par les satellites SARah ;
  - pour l'Italie, les satellites duals civil et militaire d'observation radar COSMO-SkyMed par les satellites COSMO-SkyMed de seconde génération.
- d'améliorer les performances, par rapport aux systèmes actuels, selon deux axes d'effort :
  - une meilleure résolution afin de permettre d'atteindre un seuil permettant l'identification de cibles plus petites ;
  - l'augmentation de la revisite de sites d'intérêt, pour améliorer la mise à jour de l'information déjà détenue ;
  - l'augmentation du nombre d'images satellitaires.
- de réaliser le futur système européen d'observation spatiale militaire, intégrant des capacités optique, infrarouge et radar.

Il aurait dû être opérationnel à compter de 2015 (au plus tôt).
En juin 2010, la Pologne et la Suède annoncent leur intention de se joindre également à ce programme.

### L'échec de l'initiative européenne et le développement par la France et la Belgique
Au début du programme, l'AED a été associée au projet. Toutefois, en décembre 2010, du fait de l'absence d'un accord de coopération et afin d'éviter tout risque de rupture capacitaire lié à la fin prévisible d'Helios 2, la France a décidé de lancer seule la composante spatiale optique. Elle prévoit :
- l'acquisition d'une partie de la composante optique, soit deux satellites sur les trois prévus à terme. La commande de ces deux satellites présente un coût de réalisation de 1,4 milliard d'euros, auquel s'ajoute un coût de maintien en condition opérationnelle estimé à 400 millions d'euros sur 12 ans. Le troisième satellite est quant à lui subordonné à l'établissement de coopération avec d'autres partenaires afin de partager le financement.
- la réalisation d'un segment sol minimum destiné à cette composante, ouvert à la coopération pour un élargissement du périmètre.

Les lancements de ces satellites sont alors reportés à 2017 pour le premier et 2018 pour le second, permettant de fait de rester compatible avec la fin de vie prévisible des satellites Helios.
Fin 2013, la DGA notifie la réalisation du segment sol utilisateur de MUSIS destiné à programmer les missions des satellites optiques de MUSIS et de recevoir, produire, diffuser et archiver les images ainsi acquises. Il est prévu aussi qu'il fédère l’accès à d’autres capteurs d’observation satellitaires, français ou étrangers. Le marché d'un montant de l’ordre de 300 millions d’euros, comprend également le maintien en condition opérationnelle du segment sol pendant 12 ans.
La Belgique participe financièrement au projet, à hauteur de 13% du budget total[réf. souhaitée]. En contrepartie, elle obtient un accès aux images de CSO en proportion de sa contribution. Par ailleurs, des industriels belges participent au développement, tels que Thalès Alenia Space -Belgique (site de Charleroi) et Spacebel.

### La participation de l'Allemagne et la Suède finalement et le lien avec l'Italie
Le 31 mars 2015, le conseil des ministres franco-allemand a décidé de mettre en place une coopération entre le futur système allemand SARah et le système CSO en cours de réalisation sous responsabilité française. Cet accord comprend l'acquisition d'un segment sol du système de chaque pays, permettant ainsi l'échange d'images entre les deux pays. En outre, l'accord prévoit le financement par l'Allemagne, aux deux tiers (soit 210 millions d'euros) du troisième satellite CSO, lui donnant droit à un certain pourcentage de droits d'accès aux images obtenues par CSO. Cet accord intervenait après 10 ans de discussions au cours desquelles l'Allemagne mettait en avant les industriels allemands, OHB et Airbus Defence & Space Allemagne. En contrepartie, pour compenser l’absence de retombées industrielles, l'Allemagne a obtenu d’être le principal acteur pour le projet de drone MALE (Moyenne Altitude Longue Endurance) européen de 3e génération, porté par Airbus Group, Dassault Aviation et Finmeccanica.
En outre, la Suède est devenue aussi partenaire dans le programme MUSIS en fournissant une station polaire dédiée pour récupérer les données de CSO plus rapidement.
Parallèlement, avec l'Italie, la poursuite des échanges capacitaires optique-radar entamés par l'accord de Turin s'est traduit par le développement d’une couche permettant l’interopérabilité dénommée Common Interoperability Layer (CIL) afin de relier les futurs segments sol français (MUSIS) et italien (CosmoSkymed 2de génération). La conduite de ce programme CIL a été confiée à l’OCCAr et la réalisation à un consortium rassemblant Airbus Defense and Space, Thales Alenia Space France et Thales Alenia Space Italie.

## Composition de MUSIS

### Projet initial
MUSIS comprenait de façon optimale cinq composantes :
- des satellites de reconnaissance optique dans le visible et l'infrarouge à usage militaire (Composante spatiale optique dite CSO). Ce projet est piloté par la France en collaboration avec d'autres pays. Un début de budget a été engagé par la DGA qui a délégué en mai 2009 la maîtrise d'ouvrage au CNES. L'industriel EADS Astrium a reçu un contrat de 66 millions d'euros pour concevoir et développer les futurs satellites.
- un programme de satellites optiques à champ large espagnol (INGENIO) à usage à la fois civil et militaire ;
- un programme de satellites radar à très haute résolution allemand (SARah) à usage militaire ;
- un programme de satellites radar à haute et très haute résolution italien (COSMO-SkyMed de seconde génération) à usage à la fois civil et militaire ouvert à la coopération.
- un programme fédérateur (FCP), permettant d'assurer une utilisation fédérée des différentes composantes.

### Réalisations
À la suite de l'échec de la réalisation d'un programme commun européen, MUSIS est finalement réduit à la composante optique sous leadership français et à son segment sol qui permettra notamment l'accès à cette composante et d'accéder, par des liens ad-hoc, aux futurs systèmes radar allemand et italien (par le CIL pour CSG) développés dans un cadre hors-MUSIS.
Compte tenu de la participation financière allemande, la composante optique spatiale au profit de la Défense uniquement est finalement conforme à l'objectif de 3 satellites.
Le positionnement d'une antenne polaire en Suède offre en outre un gain de réactivité du système.
Pour la France, le segment sol de la Défense de MUSIS, notifié à Airbus Defence and Space pour un coût estimé en 2013 à environ 300 millions d'euros maximum comprenant également 12 ans de maintien en condition opérationnelle, vient remplacer l'actuel système PHAROS (portail hôte d’accès au renseignement de l’observation spatiale) qui permet d'accéder à l'ensemble de l'imagerie spatiale pour l'ensemble des utilisateurs des Armées, tant en métropole que sur un théâtre d’opérations extérieur. Ce nouveau segment sol sera mis en œuvre, comme l'ancien, par le CMOS.